# Petru Știrbate
Petru Știrbate (n. 8 februarie 1960, Ghiduleni, Rezina) este un medic și politician din Republica Moldova, deputat în Parlamentul Republicii Moldova în perioada 2010-2014 și începând cu februarie 2015, ales din partea Partidului Liberal Democrat din Moldova (PLDM). Este membru al Comisiei parlamentare pentru protecție socială, sănătate și familie.
A fost șef de secție la Spitalul Raional Orhei. La alegerile locale din 2011 a fost ales consilier în Consiliul raional Orhei însă a renunțat la mandat în favoarea funcției de deputat.
Pe 12 iunie 2013 lui Petru Știrbate i-a fost interzis accesul pe teritoriul regiunii separatiste transnistrene, pe motiv că este persona non grata.
Pe 17 septembrie 2015 el a părăsit Partidul Liberal Democrat din Moldova, menționând că va activa în calitate de deputat independent și că va susține în continuare guvernul pro-european.
Petru Știrbate este absolvent al Universității de Medicină și Farmacie "Nicolae Testimițanu" din Chișinău (1986).
Este căsătorit cu Ala Știrbate (n. 27 aprilie 1965, Orhei) și împreună au doi copii: Tatiana și Vadim.

## Distincții și decorații
- 2009 – Medalia „Meritul Civic”[2][3]